# Courtney Tulloch
Courtney Tulloch (Maidstone, 6 de octubre de 1995) es un deportista británico que compite en gimnasia artística, especialista en las anillas.
Ganó dos medallas de bronce en el Campeonato Mundial de Gimnasia Artística de 2022 y ocho medallas en el Campeonato Europeo de Gimnasia Artística entre los años 2016 y 2024.

## Palmarés internacional
| Campeonato Mundial | Campeonato Mundial      | Campeonato Mundial | Campeonato Mundial   |
| Año                | Lugar                   | Medalla            | Prueba               |
| ------------------ | ----------------------- | ------------------ | -------------------- |
| 2022               | Liverpool (Reino Unido) | Medalla de bronce  | Anillas              |
| 2022               | Liverpool (Reino Unido) | Medalla de bronce  | Concurso por equipos |
| Campeonato Europeo |                         |                    |                      |
| Año                | Lugar                   | Medalla            | Prueba               |
| 2016               | Berna (Suiza)           | Medalla de plata   | Concurso por equipos |
| 2017               | Cluj-Napoca (Rumania)   | Medalla de plata   | Anillas              |
| 2018               | Glasgow (Reino Unido)   | Medalla de plata   | Concurso por equipos |
| 2018               | Glasgow (Reino Unido)   | Medalla de bronce  | Anillas              |
| 2022               | Múnich (Alemania)       | Medalla de oro     | Concurso por equipos |
| 2022               | Múnich (Alemania)       | Medalla de bronce  | Anillas              |
| 2023               | Antalya (Turquía)       | Medalla de bronce  | Concurso por equipos |
| 2024               | Rímini (Italia)         | Medalla de plata   | Concurso por equipos |